# Дракула (постановка на Бродвее, 1927 год)
«Дракула» (англ. Dracula) — сценическая пьеса, написанная ирландским актёром и драматургом Гамильтоном Дином в 1924 году, а затем переработанная американским писателем Джоном Л. Балдерстоном в 1927 году.
Это была первая официальная адаптация романа Брэма Стокера «Дракула» 1897 года. После гастролей по Англии, оригинальная версия пьесы была поставлена в лондонском Малом театре в июле 1927 года, где её увидел американский продюсер Хорас Ливерайт. Ливерайт попросил Балдерстона переработать пьесу для бродвейской постановки, которая была представлена в Фултонском театре в октябре 1927 года. В этой постановке роль графа Дракулы исполнил Бела Лугоши, это была его самая крупная роль на английском языке.

## Предыстория
Само слово «вампир», в контексте сверъестественного существа в америке было известно давно, по меньшей мере в газетах об этом стали писать с 1732 года. Широкую популярность в америке приобрела повесть Джона Полидори «Вампир». В 1819 году в театре «Павильон» в Нью-Йорке была поставлена пьеса «Вампир», которая, вероятно, стала первой неофициальной и вольной адаптацией рассказа Полидори. Роберт Кэмпбелл Мэйвуд сыграл заглавного персонажа в постановке и стал возможно первым актёром в америке исполнившим на сцене роль вампира. В последующие годы пьеса ставилась ещё много раз. Ещё одним более менее близким аналогом к «Дракуле» на американской сцене была постановка «Призрак» (1856).
Ирландский писатель Брэм Стокер написал роман «Дракула», работая антрепренёром Генри Ирвинга и директором-распорядителем его в Лондонском театре «Лицеум»; он продолжал работать на Ирвинга и после публикации романа в мае 1897 года. Утром в 10:15 18 мая 1897 года, за несколько недель до первой публикации романа Стокер сам представил своё новое произведение в «Лицеуме». Стокер организовал представление единственный раз, с целью защиты авторских прав, а также, чтобы на пьесу обратила внимание труппа лорда Чемберлена. Сценарий постановки создавался в спешке, местами он был написан от руки Стокером, а местами были вклеены фрагменты корректуры романа. Сценарий насчитывал более сотни страниц, содержал пять действий и не менее сорока семи сцен. Что бы представление было поставлено по данному сценарию требовалось более четырёх часов. Со слов Дэниэля Фарсона, биографа и внучатого племянника Стокера, когда Ирвинга спросили, что он думает о таком представлении, тот, послушав всего несколько минут, ответил: «Ужасно!». Пьеса была написана неровно, некоторые сцены были проработаны более тщательно чем другие, а напыщенные монологи Ван Хельсинга иной раз занимали слишком много времени. Последняя сцена описывающая преследование Дракулы до замка и последующую его смерть занимала всего полстраницы.
В своей постановке Стокер ради экономии задействовал актёров второго состава труппы. Актёр исполнивший главную роль был указан просто как «м-р Джонс», наиболее вероятно это был Т. Артур Джонс, обычно игравший в массовке. Его заработок в театре был 2 фунта 10 шиллингов в неделю, для сравнения, Ирвинг получал 70 фунтов. Джонатана Харкера сыграл Герберт Пассмор, Ван Хельсинга исполнил Томас Райнольдс, Мэри Фостер согласилась на роль Люси Вестенры, а Эдит Крейг сыграла Мину Харкер. В качестве зрителей присутствовали члены труппы, друзья актёров и возможно несколько человек с улицы. Дополнительные затраты на постановку составили 1 фунт 7 шиллингов 8 пенсов, при выручке 2 фунта 2 шилинга. Это очень маленькая сумма, для сравнения «Лицеум» в то время зарабатывал за неделю примерно 2128 фунтов.
В ноябре 1899 года газета Boston Herald сообщила, что Брэм Стокер получил предложение поставить «Дракулу» на сцене. Но обсуждение театральной версии быстро сошло на нет, вплоть до 1920-х годов.
В 1899 году Гамильтон Дин, молодой ирландский актёр, семья которого владела поместьем рядом с поместьем отца Стокера, присоединился к труппе Ирвинга. Вероятно здесь он и познакомился с романом «Дракула», он сразу понял драматический потенциал произведения, но сразу адаптировать роман в пьесу он не стал. На тот момент первой целью Дина было утвердиться как актёру. Лишь в 1918 году Дин завершил свою работу на нью-йоркской сцене и вернулся в Англию. В начале 1920-х годов, после смерти Ирвинга и Стокера, Дин основал свою собственную театральную труппу, Hamilton Deane Company. Он начал искать подходящего автора, который смог бы адаптировать «Дракулу» для театра, но все писатели отказывались из-за большого количества персонажей и сложных подсюжетов произведения. Дин сам занялся адаптацией наметив акты и сцены. Полноценно он начал работать над театральной версией «Дракулы» в 1923 году, во время болезни он сам начал писать пьесу и закончил её за четыре недели. А в 1924 году добился разрешения от вдовы Стокера Флоренс на постановку. В то время Флоренс Стокер вела спор об авторских правах с немецкой киностудией Prana Film из-за фильма «Носферату, симфония ужаса» (1922), в котором сюжет «Дракулы» был адаптирован без разрешения, она требовала деньги со сборов фильма. Пьеса Дина стала первой постановкой «Дракулы», на которую было официально получено разрешение от наследников Стокера.

### Первые постановки в Англии

Дора Мэри Патрик в роли Мины Харкер и Рэймонд Хантли в роли Дракулы, 1924 год.

Для постановки спектакля Дину необходимо было представить готовый сценарий лорду-камергеру для получения лицензии в соответствии с Законом о театрах 1843 года. Пьеса подверглась цензуре с целью ограничения насилия — например, смерть графа не могла быть показана зрителям, но была одобрена 15 мая 1924 года.
Премьера «Дракулы» Дина состоялась 5 августа 1924 года в Большом театре в Дерби, Англия. Изначально Дин собирался сам играть заглавную роль, но предпочёл роль Ван Хельсинга, его будущая жена Дора Мэри Патрик играла Мину. Эдмунд Блейк стал первым актёром исполнившим роль Дракулы, далее его сменил Рэймонд Хантли. Персонаж Куинси Морриса, техасца, который ухаживал за Люси был изменён, теперь это была женщина, скорее всего это было сделано из-за преобладания в труппе Дина женского актёрского состава. Эта постановка гастролировала по Англии в течение трёх лет, после чего оказалась в Лондоне, её премьера состоялась в Малом театре в Адельфи 14 февраля 1927 года. Критики ругали пьесу, она критиковалась практически за всё, но публике постановка нравилась и билеты полностью раскупались. После летнего сезона спектакль переехал в более крупный Театр герцога Йоркского, а затем в Театр принца Уэльского, чтобы вместить ещё большую аудиторию. Для одного из рекламных трюков Дин пригласил на постанову медсестру из больницы королевы Александы, которая должна была оказывать помощь тем, кто падал в обморок от страха во время представления, позже было объявлено, что её услугами воспользовались 39 человек.

## Работа над пьесой

### Начало разработки американской адаптации пьесы

Хорас Ливерайт

Небольшие сообщения о британской версии «Дракулы» Гамильтона Дина появились в американской прессе в 1924 году, но к 1927 году их количество значительно увеличилось. Американский театральный продюсер Хорас Ливерайт видел лондонскую пьесу четыре раза в течение двух недель. Он сказал одному журналисту: «Это худшая труппа, которую я когда-либо видел, но эта пьеса может быть переписана и иметь успех в Нью-Йорке». Ливерайт приобрёл права на постановку у вдовы Брэма Стокера Флоренс, он успел опередить Дина, который уже рассматривал возможность американских гастролей. Затем Ливерайт нанял Джона Л. Балдерстона для улучшения текста Дина и придания ему американского окраса, в результате чего оба получили авторские права. 18 мая 1927 года пресса объявила, что Ливерайт представит «Дракулу» в качестве первой постановки предстоящего сезона. В июне Бернард Джукс из лондонской труппы согласился вновь исполнить роль Ренфилда, покинув британскую постановку ещё во время работы над ней. Он рассказывал журналистам, что посещал психиатрические лечебницы, чтобы «очень внимательно изучить выражения лиц сумасшедших. Он пристально наблюдал за каждым их действием и движением рук во время общения». В июле Ливерайт начал проводить кастинг на другие роли. На главную женскую роль Люси он выбрал свою любовницу Дороти Петерсон. На роль Дракулы он надеялся привлечь Рэймонда Хантли, но актёр отказался, из-за маленькой зарплаты в размере 125 долларов в неделю. Неизвестно сколько людей проходили пробы на эту роль и проходили ли вообще, но в августе на неё был утверждён Бела Лугоши. Были слухи, что театральный продюсер и режиссёр Джон Д. Уильямс порекомендовал Лугоши Ливерайту. Уильямс был «особенно впечатлён выразительными руками Лугоши и тем, как он использовал их, наравне с голосом, при исполнении роли». Лугоши позже вспоминал: «Именно мои руки принесли мне роль Дракулы на сцене». В другой раз он сказал: «...один мой друг настоятельно советовал Ливерайту просмотреть нью-йоркскую плеяду европейских актёров — и в особенности меня — в надежде найти того, кто мог бы стать хорошим Дракулой. Когда Ливерайт попросил меня прочитать для него роль, я чуть не потерял дар речи. Он боялся, что мой английский не подойдёт. Затем он попросил меня сыграть конкретную сцену. Я выложился по полной, и он дал мне контракт».

### Репетиции
Айра Хардс, ранее поставивший пьесу «Кот и канарейка» (1922), начал репетиции 20 августа 1927 года, а премьера в Нью-Йорке была назначена не на сентябрь, как изначально планировал Ливерайт, а на 3 октября. На репетициях присутствовал Джон Л. Балдерстон. Четвёртая жена Лугоши Лилиан позже рассказывала одному интервьюеру, что во время репетиций продюсеры очень сильно были недовольны Лугоши, они отвели его в сторону и сказали, что он совсем не играет и ничего не привносит в пьесу, на что он ответил им, что учит свою роль, учит свою позицию на сцене, где и в каких моментах что он должен делать. После этого он всю ночь работал над сценой из первой части второго акта, где он гипнотизирует служанку, довёл ей до совершенства и когда на следующий день пришёл на репетицию продюсеры были поражены. Сам Лугоши вспоминал, что стался играть «изо всех сил», по его словам «только так я мог удержать аудиторию».

### Первые представления
До того как показать пьесу на Бродвее, Ливерайт хотел провести несколько пробных представлений и других городах. В рекламном буклете под названием пьесы «Дракула», ниже была приписка — «пьеса о вампире» (англ. The Vampire Play). Первое представление прошло в театре «Шуберта» в Нью-Хейвене, штат Коннектикут с 19 по 21 сентября 1927 года, это было первое представление «Дракулы» в Америке. Реклама в местной прессе привлекала внимание к актёру-ветерану сцены Эдварду Ван Слоану, который играл Абрахама Ван Хельсинга, а также к Кларенсу Дервенту, который играл доктора Сьюарда. В предварительном анонсе пьеса была названа «самой странной, захватывающей пьесой, которая когда-либо была представлена публике». Одна газета даже сочла нужным объяснить, что вампир в пьесе — это не вамп в «современном жаргоне», а скорее «сверхъестественный демон или призрак, который сосёт кровь у спящих людей». Позже, в статьях о постановке рассказывались различные «невероятные» истории, например, что Дороти Петерсон якобы «потеряла голос без видимой причины». А газета New York Times сообщила, что «менеджер спектакля был совершенно выбит из колеи, впервые увидев эту [„вызывающую головокружение“] пьесу».
Следующим городом на сцене которого была представленная постановка стал Хартфорд, представления были поставлены с 22 по 24 сентября в театре «Парсонс». В своей автобиографии Кларенс Дервент вспоминал об этих спектаклях, он писал, что на проббных выступлениях в Нью-Хейвене и Хартфорде пьеса была в плохом састоянии и руководство начало винить во всём актёров, лично Ливерайт был очень зол на всех. Дервент соглашается с тем, что роль доктора Сьюарда не очень ему шла, а буквально за пять дней до премьеры в Нью-Йорке, начальство всё ещё обсуждало от кого из актёров избавиться, от него или от Белы Лугоши. В действительности же изменения в актёрском составе произошли примерно за десять дней до Нью-Йорской премьеры, сразу после закрытия в Хартфорде. Герберт Банстон заменил Дервента в роли доктора Сьюарда, а Недда Харриган заменила Донни Уолдрон в роли горничной, которая в афишах была указана под именем «мисс Уэллс».
В следующий раз «Дракула» был показан в театре «Лицеум» в Нью-Лондоне, штат Коннектикут, 26 и 27 сентября, а затем в театре «Стэмфорд» в Стэмфорде, штат Коннектикут, 28 и 29 сентября. Последние представления «Дракулы» прошли 30 сентября и 1 октября в театре «Савой» в Асбери-Парк, штат Нью-Джерси.

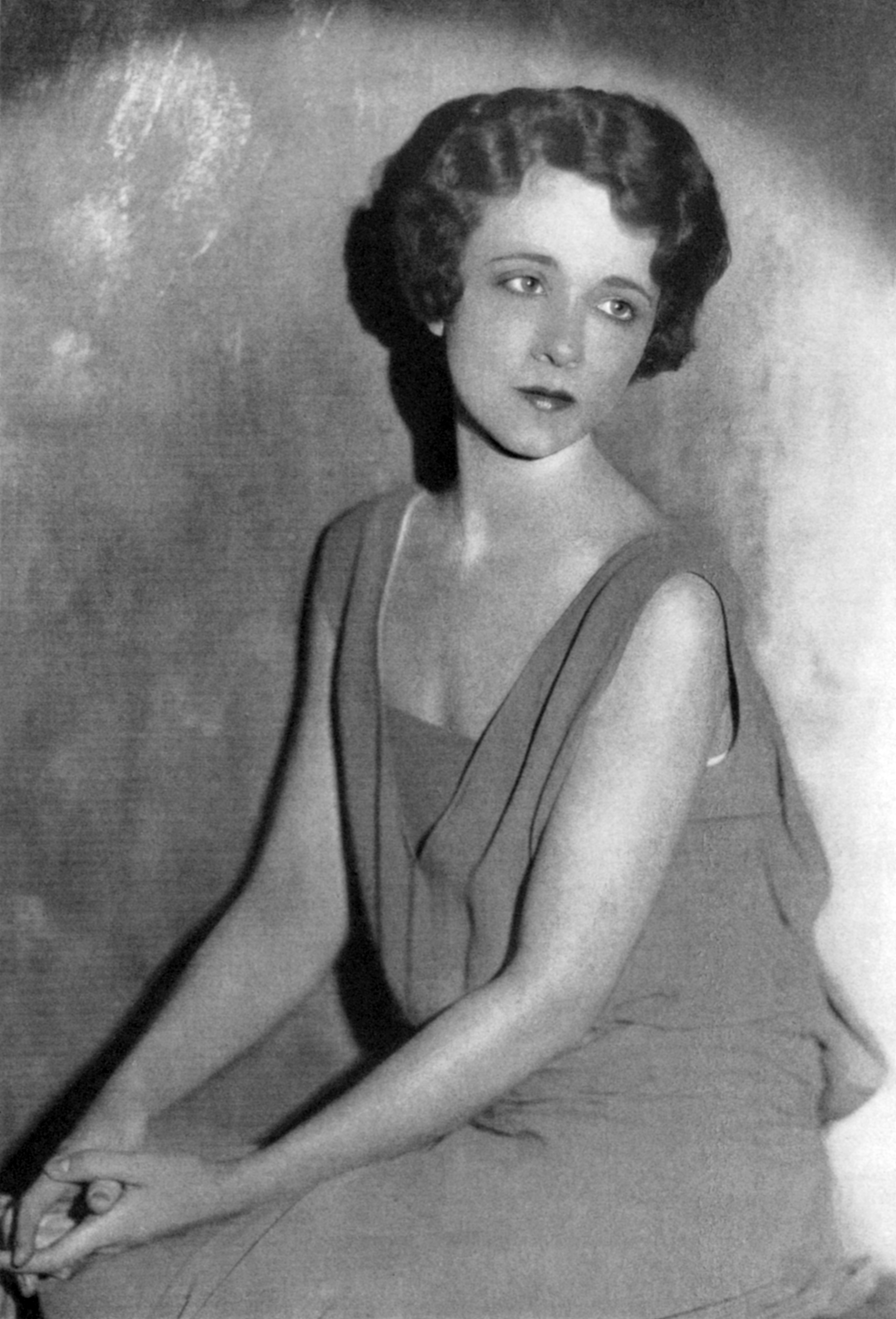
Дороти Петерсон в роли Люси Сьюард в Бродвейской постановке, 1928 год.

После 16 пробных представлений, 2 октября труппа отправилась в Нью-Йорк, на Бродвей.

### Постановка на Бродвее и рекламная кампания
5 октября 1927 года на Бродвее в театре «Фултон» состоялась премьера пьесы «Дракула». Авторы постановки старались сделать её как можно более мрачной, например грим Лугоши был слегка зелёного цвета, а его фигура иногда освещалась зелёным светом и прожекторами. В спектакле также присутствовали летающая летучая мышь-вампир, звук воя волков и громкий звук кола, вбитого в сердце вампира. Даже была сцена в которой вампир исчезает через люк на сцене, после чего зрительный зал погружался в полную темноту. Ничего подобного в XX веке на американской сцене ещё не ставили. Говорили, что Ливерайт потратил на рекламу «Дракулы» на шестьдесят-семьдесят процентов больше денег, чем продюсеры на среднюю немузыкальную бродвейскую пьесу.
Постановка шла в течение сезона 1927—1928 годов. За время показа на Бродвее «Дракула» претерпел небольшие изменения. К 12 ноября 1927 года актер Джеймс Джолли заменил Альфреда Фрита в роли аттенданта Баттерворта, а Фрит вернулся в труппу к 24 декабря. Затем, в феврале 1928 года, к актёрскому составу присоединилась Хелен Мак. Первоначально Мак играла вторую горничную, которая была добавлена в сценарий позже, изначально её не было, но в определенный момент в мае она заменила Недду Харриган в роли мисс Уэллс для финальных представлений шоу. В какой то момент на сцене появился специальный гроб, который позволял Дракуле исчезать в облаке тумана. Уильям Касл приписывает себе эту идею, а также то, что он убедил труппу поставить чёрный гроб снаружи театра для привлечения внимания и внутри театра поджечь экзотические благовония «для настроения зрителей». Другое изменение было внесены 3 марта 1928 года в честь 175-го представления, во втором акте огромная летучая мышь залетала через окно и летела по всей сцене. В честь успеха постановки актёры подарили Лугоши «огромное кольцо в форме летучей мыши [из зелёного золота] с рубиновыми глазами».
Днём 30 марта 1928 года актёры представили сокращённую версию пьесы в программе «Звезда Бродвея» на радиостанции WJZ. Лугоши позже вспоминал, что среди слушателей было «много возмущения». Одна женщина «позвонила и потребовала прекратить передачу, потому что у неё 6 детей, которые слушали её». Точно не известно, но эта передача могла быть не единственной. 5 января 1928 года радиостанция WGBS объявила о трансляции передачи «Дракула» в 11:25 вечера, которая должна была идти всего пять минут. Ещё раньше, 14 декабря 1927 года, на радиостанции WRNY в течение нескольких минут в 6 часов вечера шла передача «Говорит, Дракула», в этом случае члены труппы были бы потенциально доступны, поскольку вечернее представление начиналось только в 8:30.
«Дракула» был представлен на «модном показе», проведённом для сбора средств для Актёрской ассоциации за справедливость в марте 1928 года. Дороти Петерсон выступала в качестве модели, вместе с ней была Хелен Чандлер, которая позже сыграла в экранизации «Дракулы» Тода Браунинга 1931 года. Ряд других актрис исполняли роли швейцаров и хостесс, среди них была Недда Харриган.
Постановка «Дракула» шла на Бродвее 33 недели. Газета New York Times написала, что пьеса была поставлена 282 раза.

## Театральные гастроли в Калифонии
Весной 1928 года Орвилл Д. Вудворд, глава различных акционерных компаний на западном побережье США, подписал соглашение с Ливерайтом, по которому он мог организовать гастроли «Дракулы» на Тихоокеанском побережье через несколько недель после закрытия спектакля на Бродвее. Большинство бродвейских актёров отправились в Лос-Анджелес на запланированный восьминедельный гастрольный тур, однако Ричард Ланкастер заменил Герберта Банстона, а Хейзел Уитмор — Дороти Петерсон. Позднее Уитмор вспоминала, что много раз видела оригинальную бродвейскую постановку, и та вызывала у нее «особое восхищение». Вудворд видел большую ценность в сохранении Лугоши в спектакле, он также должен был сыграть главную роль в гастрольном туре, состоявшем из трёх городов: Лос-Анджелес, Сан-Франциско и Окленд. Премьера постановки состоялась 25 июня в театре «Билтмор» в Лос-Анджелесе. Рекламные объявления продвигали этот спектакль слоганом «Лучшее потрясение сезона». Слово «лучшее» на афишах было не случайно, за день до этого, 24 июня в театре «Беласко» состоялась премьера постановки «Паук», афиши которой обещали «острые ощущения», «мурашки», «крики» и «смех».
Зритеолям спектакль понравился, а Вудворд рассказывал, что даже нанял «медсестру в белом халате и переполненной аптечкой с нашатырным спиртом, нюхательными солями и другими восстанавливающими средствами», которые должны были раздавать зрителям, не выдержавшим ужаса спектакля. Писали, что участники спектакля даже постоянно заключали пари о том, какие моменты пьесы вызовут наибольшую реакцию аудитории в зале. Пока «Дракула» ставился в Лос-Анджелесе, то газеты написали, что он успел отпраздновать 1500-е представление, если эта цифра была точная, то видимо она суммировала все британские и американские постановки. Успешные показы продолжались почти два месяца, прежде чем 18 августа спектакль был закрыт, и к этому времени, как утверждается, его посмотрели пятьдесят процентов «звёзд голливудского экрана». На спектакле также присутствовали члены Калифорнийского государственного спиритуалистического общества. Актёры отметили завершение работы над спектаклем «Дракула» двумя прощальными вечеринками. Первая организованая Эдди Филлипсом, прошла в фешенебельном пляжном клубе Sea Breeze Beach Club в Санта-Монике. Вторая в расположенном неподалёку частном пляжном доме Джимми Фултона. Утром 19 августа труппа уехала в Сан-Франциско.
Первое представление «Дракулы» в Сан-Франциско состоялось 20 августа, в театре «Коламбия». Вудвард также как и в прошлом городе, пригласил в театр медсестру, которая должна была дежурить во время каждого представления. 8 сентября 1928 года состоялась последняя постановка «Дракулы» в Сан-Франциско, Variety назвала её пребывание в театре «успешным».
С 9 по 15 сентября 1928 года «Дракула» шёл в Окленде, в театре на 12-й улице. К тому времени Гарри Уокер заменил Бернарда Джукса в роли Ренфилда, а Морис Франклин — Эдварда Ван Слоуна в роли Ван Хельсинга. О постановке написала две местыне газеты и их рецензии были в целом положительными.

## Кассовые сборы
С самого начала и до последнего представления постановка собирала не плохую кассу и держалась вполне уверенно. В ноябре Variety сообщил о сборах «Дракулы» на четвёртой неделе в размере 13 000 долларов, журналист написал, что это «довольно хорошие деньги и [постановка] должна продержаться до зимы». На следующей неделе издание сообщило, что «авторитет» пьесы «не вызывает сомнений». Она «не относится к разряду разгромных, но приносит значительную прибыль». В течение всего 1927 года «Дракула» собирал в среднем 12 000 долларов и выше, а в середине декабря, в самую низкую неделю сборы составили 10 000 долларов. Но затем праздничная неделя принесла самый высокий на сегодняшний день доход — более 17 000 долларов. К апрелю еженедельные сборы упали до среднего уровня в 10 000 долларов, что было достаточно мало, в результате чего постановка была закрыта 19 мая 1928 года.
Во время калифорнийских гастролей труппы, в Лос-Анджелесе кассовые сборы «Дракулы» за июнь и июль составляли от 10 000 до более 12 000 долларов в неделю, а в августе наступил спад, в результате которого кассовые сборы упали до 8 000 долларов и затем до 6 000 доллвров.

## Критика

### Пробные представления
После первого представления в Нью-Хейвене газета New Haven Journal-Courier написала, что пьеса «держала зрителей в напряжении от начала до конца». Издание похвалило актёрский состав отдельно выделив Эдварда Ван Слоана и сказав, что он был  «наиболее убедителен». Бернард Джукс в роли Ренфилда даже несколько раз получил аплодисменты зрительского зала. Бела Лугоши в роли Дракулы сыграл свою роль убедительно, а Теренс Нилл и Кларенс Дервент в ролях Джонатана Харкера и доктора Сьюарда, соответственно, отлично справились со своими обязанностями. Критик из Variety написал после первого представления: «В актёрском составе нет ни одной выделяющейся роли, каждый одинаково силён, декорации на уровне выше среднего, а освещение вполне соответствует постановке», в конце добавив, что пьеса станет «сенсацией благодаря великолепной игре актёров и постановке».
После постановки в Хартфорде местная газета The Hartford Courant написала, что актёрский состав был «восхитителен», особенно они похвалили Белу Лугоши написав, что он «был грозной фигурой в роли графа Дракулы, его возвышающийся рост усиливал эффект, а такие руки, как у господина Лугоши, являются ценностью для любого артиста; они говорят, они передают послания ужаса и страха. Руки господина Лугоши стоят в одном ряду с руками господина А. Е. Энсона, господина  Г. Б. Уорнера и даже величайшего мастера из них, сэра Генри Ирвинга». В другой статье газета Courant сообщила читателям: «Лугоши играет импозантного графа Дракулу с уверенностью, которая сопутствует злодейству самой глубокой окраски». Рецензия в New Britain Daily Herald хвалила Лугоши за его «убедительную манеру» игры, но считала Джукса «главным героем» пьесы.
После выступления в Стэмфорде, газета Stamford Advocate высоко оценила спектакль за то, что он является «ужасом первой величины», заставляя зрителей «быть в напряжении с самого начала». В статье отмечалось, что постановка была «очень хорошо сыграна», а среди актёров выделялись Джукс и Лугоши, а выступление Банстона назвали «удовлетворительным». После выступлений в Эйсбери-Парк газета Asbury Park Press написала, что у зрителей «волосы встали дыбом». Местный критик оценил игру актёров как «очень впечатляющую» и особо отметил Джукса и Ван Слоана.

### Бродвейская постановка
После премьеры постановки на Бродвее, газета New York American написала, что «среднестатистический житель Нью-Йорка, которого попросят дать определение слова „вампир“, ответит: „Теда Бара“». Аналогичная заметка была и в журнале Billboard, там было сказано, что слово «вампир» обозначает «нежить», а не только Теду Бару. В прессе довольно быстро возник вопрос о том, как классифицировать «Дракулу». Чаще всего журналисты называли «Дракулу» «пьесой-загадкой», термин который вызывал у читателей в памяти ассоциации с такими бродвейскими постановки как «Семь ключей от Болдпейта» (1913), «Кот и канарейка» (1922) и «Горилла» (1925). Ведь и в самой пьесе по началу персонажи не могут объяснить то, с чем столкнулись, а горничная даже называет Ван Хельсинга «голландским Шерлоком Холмсом». Газета New York Herald Tribune писала, что «со времён „Летучей мыши“ (1920) в театре не было ничего более откровенно кровавого». Billboard также сослался на «Летучую мышь», но тут же заметил, что «Дракула» «ни в коем случае не похож на неё, поскольку в нём речь идёт о сверхъестественном — и в этом есть своя привлекательность». После премьеры отзывы критиков варьировались от благоприятных до скептических. Издание Little Theater Monthly назвало постановку «жуткой, но эффектной». Columbia Daily Spectator назвало «Дракулу» «безоговорочно превосходной пьесой во всех смыслах этого термина». Рецензент Wall Street Journal похвалил постановку, написав, что «проникся духом пьесы и насладился каждый дрожью и трепетом» во время просмотра. Рецензент из Brooklyn Standard Union написал, что хоть сюжет пьесы и «неправдоподобен» она «отлично развлекает», а значит «служит своей цели». В журнале Billboard написали, что Айра Хардс «сделал свою лучшую работу за несколько сезонов», а также они похвалили декорации Джозеф Физиока. В The New Yorker написали, что пьеса «могла бы быть ещё страшнее». В Variety похвалили режиссёра постановки, сказав, что «Хардс поставил триллер и проделал хорошую работу», а также написали, что эта пьеса «для тех, кто любит проводить вечера в театре с мурашками по спине». В New York World написали, что в целом это было хорошее шоу, но тем не менее «более опытная рука смогла бы сделать его в десять раз более эффективным». Рецензент поругал слабые спецэффекты, а некоторые ему совсем не понравились: «я был в растерянности, стараясь объяснить полный крах сценического мастерства, который произошёл, когда нужно было вывести из темноты оборотня... Я думаю, это должен был быть оборотень, но он был так похож на старого доброго медведя из рождественских пантомим». Brooklyn Times написали, что зрители во время премьерного показа разделились, одни сидели в напряжении, а на лицах других иногда появлялась улыбка, но последние были в меньшенстве. В New York American написали, что в целом постановка прошла не плохо, никто в ненужных моментах не смеялся, как это часто бывает в плохих спектаклях, нос другой стороны никто из зрителей и не казался сильно взволнованным.

Лугоши в роли Дракулы и Недда Харриган в роли мисс Уэллс, горничной.

Любопытно, что в некоторых рецензиях, включая те, что были опубликованы в New York Sun, New York Evening Journal и New Yorker не упоминалось конкретно выступление Лугоши, хотя он и исполнял главную роль. А например в New Yorker Volkszeitung просто похвалили игру актёров, перечислив исполнителей главных ролей. Издание Columbia Spectator отметило игру Лугоши, написав, что он «в полной мере использовал преимущества своей аполлоновской фигуры и властного голоса». В газете The Morning Telegraph написали: «Бела Лугоши, массивный парень с правильным выражением лица и венгерским акцентом, сделал вампира по-настоящему зловещим». В New York American отметили, что внешне Дракула был похож на мефистофеля из «Фауста», у него был «приятный иностранный акцент» и он «размахивал плащём в стиле Гамлета», акцент Лугоши отметили в Variety. А в New York Daily Mirror просто написали, что Лугоши «первоклассный вампир». В Brooklyn Daily Eagle коротко написали: «Венгр Бела Лугоши, играет графа Дракулу с прекрасным мастерством». В The Stage написали, что исполнение Лугоши роли Дракулы было мефистофельским, и эффектным, однако «не было сделано ни одной попытки соответствовать описанию графа, данному Стокером: вампир господина Лугоши был массивным, жестоким на вид, чисто выбритым монстром меньше среднего возраста». В Brooklyn Life and Activities of Long Island Society написали, что «актёрская игра по большей части оставляет желать лучшего», похвалили Лугоши, хотя уточнили, что он «едва ли похож на то кладбищенское существо, которым должен быть». В New York Herald-Tribune написали, что Лугоши «больше похож на воскового человека в витрине магазина, чем на обходительного людоеда, склонного к ночным злодействам». К тому времени когда постановка «Дракула» вышла на Бродвее, лугоши перестал появляться в постановках на венгерском языке, но любовь венгерской публики к нему осталась. Издание Az Ember похвалило Лугоши за то, что он сыграл «удивительно сложную роль блестяще». Один из самых положительных отзывов об игре Лугоши был опубликован в журнале Amerikai Magyar Nepszava:
Сыграть роль кровопийцы-вампира — это огромный актёрский вызов. В такой роли актёр почти неизбежно должен утрировать, но огромный актёрский опыт Лугоши выручил его: он смог и на английском языке играть голосом, и использовать жесты так, что его магическое появление в этой жуткой роли произвело впечатление на зрителей. Каждое его движение имеет особый смысл. В его интонации есть особая сила. Зрители встретили его первое появление на сцене бурными аплодисментами, так же, как и его уход после первой сцены. Помимо аплодисментов, облегчённые вздохи свидетельствовали о том, что Лугоши смог тронуть зрителей силой своего исполнения роли вампира графа Дракулы. Нью-йоркские ежедневные газеты приняли спектакль неоднозначно, но великолепная игра Лугоши была отмечена во всех случаях.Оригинальный текст (англ.)It’s a huge acting challenge to play the role of the bloodsucking vampire. It is almost unavoidable for an actor to become exaggerated in such a role, but Lugosi’s vast experience in acting helped him out, as he managed to play with his voice in English, too, and use his gestures so that his magical appearance in this creepy role impressed the audience. Every move of his has a special meaning. There is special strength in his tone. The audience welcomed his first appearance on the stage with great applause, and as he left after his first scene. Beside the applause, liberated sighs indicated that Lugosi was able to touch the viewers with the power of his acting of Count Dracula, the vampire. New York dailies received the play with ambivalent feelings, but Lugosi’s splendid acting was praised in all cases.

Реакция зрителей же на постановку в основном была положительной. В декабре 1927 года члены женского общества в Маунт-Верноне посетили постановку и устроили в честь неё театральную вечеринку. Затем, в январе 1928 года, её посетили пятьдесят членов средней школы Саут-Сайда на Лонг-Айленде. Пресса ни раз писала о том, как зрители падали в обморок во время представления. Скорее всего это были заказные рекламные материалы, а в зале сидели специально нанятые люди, которые в определённые моменты падали в обморок. Как заметила газета New York Evening Post, «ценителям драмы порой трудно определить, что они смотрят больше — пьесу или [подставных зрителей]». Один журналист рассказавал, как на представлении рядом с ним сидела девушка со своим молодым человеком и каждый раз как Лугоши выходил на сцену в зале стоял такой крик, что она закрывала уши руками и прятала лицо в грудь своему партнеру. И по крайней мере две дамы ушли в середине второго акта. Другой критик утверждал: «Время от времени нервный крик зрителей делал [актёрам] самый искренний комплимент». Продюсер фильмов ужасов Уильям Касл в своей автобиографии вспоминал о том как в тринадцатилетнем возрасте в 1927 году смотрел постановку «Дракула»: «Я купил место на балконе за 1,10 доллара, взятые из кошелька моей сестры... Почти каждый вечер в течение следующих двух недель... я сидел на балконе и слушал крики испуганных зрителей. Вскоре я уже не смотрел спектакль, мне было интереснее наблюдать за зрителями. Однажды вечером после спектакля я решил зайти за кулисы и познакомиться с великим Лугоши. Постояв в нерешительности у его гримёрной, я набрался смелости и постучал. Глубокий голос с акцентом пригласил меня войти. На мгновение я подумал о бегстве, но было уже поздно — я оказался лицом к лицу с графом Дракулой... я вдруг остолбенел. „Что я могу сделать для вас, молодой человек?“ — спросил глубокий голос. Я начал говорить, но слова не шли... Мне удалось заикаясь произнести: „Я видел пьесу 12 раз... и я думаю, что вы прекрасны“. Лугоши пригласил Касла посмотреть спектакль из-за кулис на следующий вечер. И тогда Касл понял, чем он хочет заниматься в жизни, а именно «пугать зрителей».

### Калифорнийский тур
Было решено, то для тура по Калифорнии в постановке меняться ничего не будет и люди увидят, то самое представление, которое так понравилось зрителям на Бродвее. После выступлений в Лос-Анджелесе в Los Angeles Evening Herald писали, что «результат оказался гораздо более удачным, чем можно было ожидать», в газете положительно отметили, что в постановке нет комедийных элементов, которые так свойственны «мистическим мелодрамам». В заключение рецензии было сказано, что «успех пьесы во многом заключается в том, что Лугоши удалось сделать графа Дракулу правдоподобным и в то же время достаточно страшным». Los Angeles Examiner тоже отметили игру Лугоши, акцентировав внимание на том, что его иностранный акцент очень подходит к роли. Его игру отмечали и другие издания, включая Los Angeles Record, Los Angeles Evening Express и Los Angeles Times.
После выступлений в Сан-Франциско местная пресса называла постановку «величайшим потрясением в жизни». Критики как и в предыдущем городе отмечали, что отсутствие юмора в данной постановке только идёт ей на пользу, а высокий рост и акцент Лугоши отлично подходит для его роли Дракулы. Постановку в Окленде критики тоже в целом хвалили. А что касается зрителей, то один из критиков отметил: «Женщина, сидевшая сзади нас, кричала каждый раз, когда вампир погружал свои зубы в кровь Люси. Она выматывала нам нервы своими воплями». Другой критик жаловался на «банду хулиганов» на премьере, которые «заметно шумели».